# Sabugueira (Santiago de Compostela)
Sabugueira o San Pelayo de Sabugueira (llamada oficialmente San Paio de Sabugueira) es una parroquia española del municipio de Santiago de Compostela, en la provincia de La Coruña, Galicia.

## Entidades de población
Entidades de población que forman parte de la parroquia:
- Albarde
- Amarelle
- A Sionlla
- As Quenllas
- Casais
- Castiñeira[5] (A Castiñeira Grande)
- Esquipa[5] (A Esquipa)
- Lavacolla[5] (A Lavacolla)
- Mourentán
- Neiro
- Noval
- Plaza[5] (A Praza)
- Pontillón[5] (O Pontillón)
- Requesende
- San Payo[5] (San Paio)
- Vilamaior
- Xan Xordo

## Despoblado
- Lavacolla-Lameira[5] (A Lameira). En el INE aparece como A Lameira de Sabugueira.

## Demografía
| Gráfica de evolución demográfica de Sabugueira entre 2000 y 2019 |
|                                                                  |
| Datos según el nomenclátor publicado por el INE.                 |